# Кузма-Пиччоне, Элиза
Элиза Кузма-Пиччоне (итал. Elisa Cusma Piccione; род. 24 июля 1981, Болонья) — итальянская легкоатлетка, специалистка по бегу на средние дистанции. Выступала на профессиональном уровне в 2002—2015 годах, обладательница бронзовой медали чемпионата Европы в помещении, двукратная чемпионка Средиземноморских игр, действующая рекордсменка Италии в беге на 800 метров в помещении, участница летних Олимпийских игр в Пекине.

## Биография
Элиза Кузма родилась 24 июля 1981 года в Болонье, Италия. Её отец Лусио Кузма — известный боксёр, чемпион Европы в лёгком весе в 1983—1984 годах.
Начала заниматься лёгкой атлетикой в 11 лет. В возрасте 13 лет лишилась матери, погибшей в результате несчастного случая на работе. В 1999—2000 годах брала перерыв в легкоатлетической карьере в связи с учёбой по сельскохозяйственной специальности. С 2002 года активно выступала на различных соревнованиях в Италии, входила в число лучших бегуний страны на дистанциях 800 и 1500 метров, неоднократно выигрывала итальянское национальное первенство.
Впервые заявила о себе на международном уровне в сезоне 2005 года, когда в составе итальянской сборной стартовала в беге на 800 метров на Средиземноморных играх в Альмерии и на чемпионате мира в Хельсинки.
В 2006 году бежала 800 метров на чемпионате мира в помещении в Москве, 800 и 1500 метров на чемпионате Европы в Гётеборге.
В 2007 году в дисциплине 800 метров дошла до полуфиналов на чемпионате Европы в помещении в Бирмингеме и на чемпионате мира в Осаке, заняла шестое место на Всемирном легкоатлетическом финале в Штутгарте.
В 2008 году была второй на Кубке Европы в помещении в Москве и шестой на чемпионате мира в помещении в Валенсии. Благодаря череде успешных выступлений удостоилась права защищать честь страны на летних Олимпийских играх в Пекине — в программе 800 метров остановилась на стадии полуфиналов.
В 2009 году на международном турнире в немецком Карлсруэ превзошла всех соперниц и установила ныне действующий рекорд Италии в беге на 800 метров в помещении — 1:59.25. Промимо этого, завоевала бронзовую награду на домашнем чемпионате Европы в помещении в Турине, стала третьей на командном чемпионате Европы в Лейрии, выиграла 800 и 1500 метров на домашних Средиземноморских играх в Пескаре, финишировала шестой на чемпионате мира в Берлине.
В 2010 году отметилась выступлением на чемпионате мира в помещении в Дохе, была второй на командном чемпионате Европы в Бергене и на Мемориале братьев Знаменских в Жуковском, выступила на чемпионате Европы в Барселоне.
В 2012 году бежала 800 метров на чемпионате мира в помещении в Стамбуле, в финал не вышла.
Завершила спортивную карьеру по окончании сезона 2015 года.